# Bicheris
Enligt Manetho var Bicheris det grekiska namnet på den femte faraonen under Egyptens fjärde dynasti som regerade kortvarigt omkring 2530 f. Kr.. Turinpapyrusen är skadad just vid denna del och varken namnet eller längden på styret finns bevarade.
Han var troligen en son till Djedefre som lyckades regera ett fåtal år efter att Chefren dog. Djedefre hade två söner vid namn Setka och Baka. och det är okänt vilken av dem Bicheris kan vara.

## Titulatur
1. ↑  Det första tecknet läses spegelvänt.
2. ↑  Regerade enligt Africanus i 22 år.
3. ↑  Alan B. Lloyd: Herodotus, book II.. s.77ff.

| Företrädare Chefren | Kung av Egypten 4:e dynastin | Efterträdare Menkaura |